# Passiflora helleri
Passiflora helleri Peyr. – gatunek rośliny z rodziny męczennicowatych (Passifloraceae Juss. ex Kunth in Humb.). Występuje endemicznie w środkowym Meksyku. Według niektórych źródeł rośnie na obszarze od Meksyku aż po Kostarykę.

## Morfologia

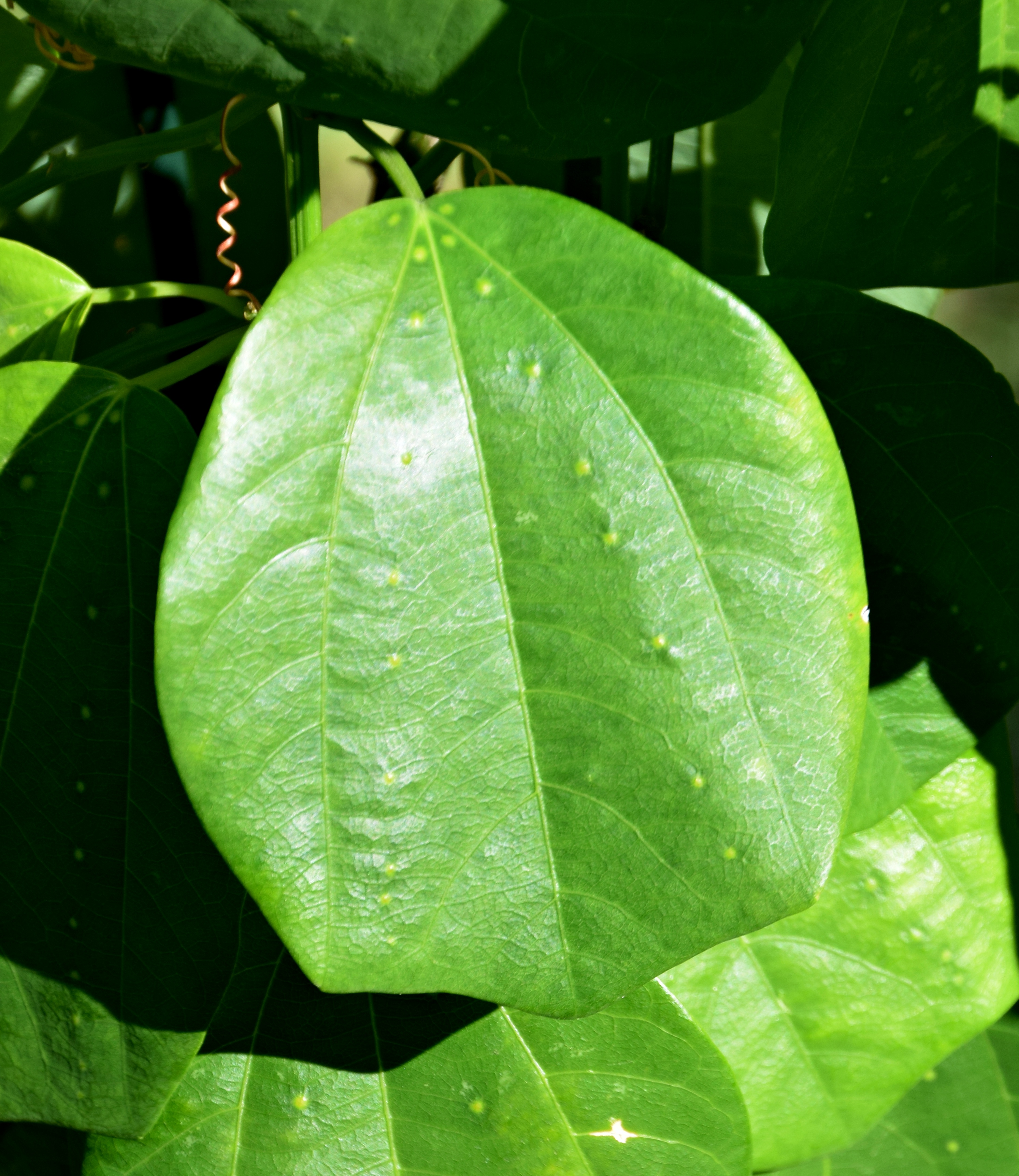
Blaszka liściowa

PokrójZdrewniałe, trwałe, mniej lub bardziej owłosione liany.
LiściePodłużnie owalne lub prawie okrągłe, potrójnie klapowane, rozwarte u podstawy. Mają 3,5–8 cm długości oraz 3–7 cm szerokości. Całobrzegie, z tępym lub ostrym wierzchołkiem. Ogonek liściowy jest mniej lub bardziej owłosiony i ma długość 10–30 mm. Przylistki są liniowe.
KwiatyPojedyncze. Działki kielicha są podłużne, białawo-zielonkawe, mają 1,2–1,5 cm długości. Płatki są liniowo podłużne, białawo-zielonkawe, mają 1 cm długości. Przykoronek ułożony jest w jednym rzędzie.
OwoceSą kulistego kształtu. Mają 1,5–2 cm średnicy.

## Biologia i ekologia
Występuje w lasach na wysokości 600–1200 m n.p.m.